# Albert Brülls
Albert Brülls (26. marts 1937 – 28. marts 2004) var en tysk fodboldspiller (midtbane) og -træner.
Han spillede i løbet af karrieren primært for Borussia Mönchengladbach i hjemlandet, men var desuden udlandsprofessionel hos FC Modena og Brescia i Italien, samt hos BSC Young Boys i Schweiz. Med Gladbach var han i 1960 med til at vinde DFB-Pokalen.
Brülls spillede desuden, mellem 1959 og 1966, 25 kampe og scorede ni mål for det vesttyske landshold. Han deltog for sit land ved både VM i 1962 i Chile og ved VM i 1966 i England, hvor holdet nåede finalen.
Sideløbende med sine sidste trænerår var Brülls også træner for både BSC Young Boys og VfR Neuss.

## Titler
DFB-Pokal
- 1960 med Borussia Mönchengladbach